# ミュールクライス線
ミュールクライス線（ドイツ語: Mühlkreisbahn）は、オーストリア国鉄の鉄道線の名称である。路線番号は142。オーストリア国鉄の他の路線と接続していないが、起点のリンツ・ウアファー駅はリンツの都心近くに位置し、リンツの郊外鉄道の一つとなっている。

## 運行形態
快速と普通について説明する。

### 快速「レギオナルエクスプレス(REX)」
- リンツ - ロッテネク - アイゲン
一日あたり、平日・土曜はリンツ→ロッテネクが1本、アイゲン→リンツが2本の運行。
過去の運行形態
2018年以前は、一日当たりリンツ→アイゲンが3本、リンツ→ロッテネクが平日のみ1本、アイゲン→リンツが平日のみ2本の運行であった。リンツ→アイゲンの3本は、プーヘナウに停車していた他、一部はエッピングを通過していた。リンツ→ロッテネクの列車は、ヴァルディングを通過していた。アイゲン→リンツの列車のうち1本はプーヘナウ西駅を通過していた。
2018年末に、アイゲン行の3本が各駅停車になり、普通格下げとなった。
2020,21年度に限り、リンツ→アイゲンの列車が、各駅停車で一日1本に限り運行していた。この列車は休日も運行していた。
2023年度より、西行もヴァルディング停車となった。
2024年度より、全列車プーヘナウ西駅停車となった。

### 普通
- リンツ - アイゲン
大部分がリンツ～ロッテネクの区間運転で、平日は30分間隔、休日は1時間間隔の運行。ただし、午前中には時間帯によっては本数が少なく、また夕方は15分間隔で運行される。北にいくほど本数が漸減し、ノイハウスまでは1～2時間間隔、終点アイゲンまで運行される便は2時間に1本の運行となる。
2018年以前は、終点アイゲンまで運行される便は一日6.5往復しか無く、快速と合わせて2～4時間間隔の運行となっていた。

## 駅一覧
以下では、オーストリア国鉄142号線の駅と営業キロ、停車列車、接続路線などを一覧表で示す。
- 種別
  - REX：快速
  - R：普通
- 停車駅
  - ■印：全列車停車
  - ●印：一部通過
  - ○印：一部停車
  - ｜印：全列車通過

| 路線名 | 駅名                                     | 駅間営業キロ | 累計営業キロ | REX | R | 接続路線   | 所在地                   | 所在地           |
| ------ | ---------------------------------------- | ------------ | ------------ | --- | - | ---------- | ------------------------ | ---------------- |
| 142    | リンツ・ウアファー駅                     | -            | 0.0          | ■   | ■ | リンツ市電 | オーバーエスターライヒ州 | リンツ市         |
| 142    | プーヘナウ駅                             | 3.6          | 3.6          | ｜  | ■ |            | オーバーエスターライヒ州 | ウアファー郊外郡 |
| 142    | プーヘナウ西駅                           | 1.3          | 4.9          | ■   | ■ |            | オーバーエスターライヒ州 | ウアファー郊外郡 |
| 142    | アハライトナージードルング駅             | 1.6          | 6.5          | ｜  | ■ |            | オーバーエスターライヒ州 | ウアファー郊外郡 |
| 142    | デュルンベルク駅                         | 1.5          | 8.0          | ｜  | ■ |            | オーバーエスターライヒ州 | ウアファー郊外郡 |
| 142    | オッテンスハイム駅                       | 1.4          | 9.4          | ▼∧  | ■ |            | オーバーエスターライヒ州 | ウアファー郊外郡 |
| 142    | ヴァルディンク駅                         | 2.1          | 11.5         | ■   | ■ |            | オーバーエスターライヒ州 | ウアファー郊外郡 |
| 142    | ロッテネク駅                             | 1.8          | 13.3         | ■   | ■ |            | オーバーエスターライヒ州 | ウアファー郊外郡 |
| 142    | ラッケン駅                               | 4.9          | 18.2         | ■   | ■ |            | オーバーエスターライヒ州 | ウアファー郊外郡 |
| 142    | ゲアリンク駅                             | 1.8          | 20.0         | ■   | ■ |            | オーバーエスターライヒ州 | ウアファー郊外郡 |
| 142    | ノイハウス・ニーダーヴァルトキルヒェン駅 | 6.4          | 26.4         | ■   | ■ |            | オーバーエスターライヒ州 | ローアバッハ郡   |
| 142    | クラインツェル駅                         | 2.4          | 28.8         | ■   | ■ |            | オーバーエスターライヒ州 | ローアバッハ郡   |
| 142    | ノイフェルデン駅                         | 4.2          | 33.0         | ■   | ■ |            | オーバーエスターライヒ州 | ローアバッハ郡   |
| 142    | イグルミューレ駅                         | 6.2          | 39.2         | ■   | ■ |            | オーバーエスターライヒ州 | ローアバッハ郡   |
| 142    | ハスラハ駅                               | 4.4          | 43.6         | ■   | ■ |            | オーバーエスターライヒ州 | ローアバッハ郡   |
| 142    | ローアバッハ・ベルク駅                   | 5.1          | 48.7         | ■   | ■ |            | オーバーエスターライヒ州 | ローアバッハ郡   |
| 142    | エッピンク駅                             | 3.1          | 51.8         | ■   | ● |            | オーバーエスターライヒ州 | ローアバッハ郡   |
| 142    | シュレーグル駅                           | 5.0          | 56.8         | ■   | ■ |            | オーバーエスターライヒ州 | ローアバッハ郡   |
| 142    | アイゲン・シュレーグル駅                 | 0.8          | 57.6         | ■   | ■ |            | オーバーエスターライヒ州 | ローアバッハ郡   |

## Linzer Verbindungsbahn
以前、リンツ・ウアファー駅とオーストリア西部鉄道はリンツ鉄道橋を通る非電化単線のLinzer Verbindungsbahnで結ばれており、貨物列車や回送列車が運転されていた。リンツ鉄道橋は架け替えのため2016年に閉鎖撤去され、新しい橋は2020年完成の予定である。

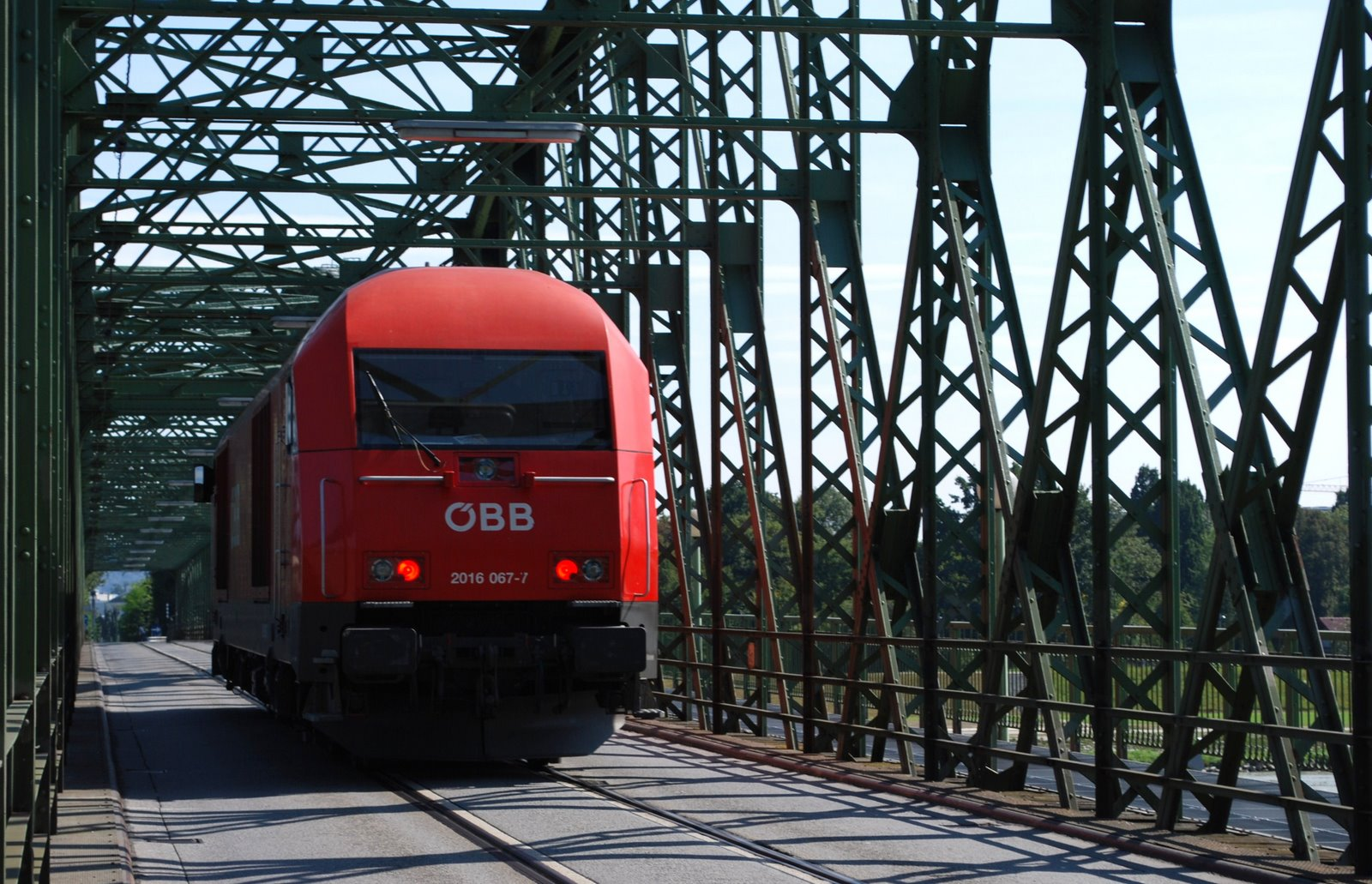
リンツ鉄道橋を走行中のÖBB2016型機関車（2009年）
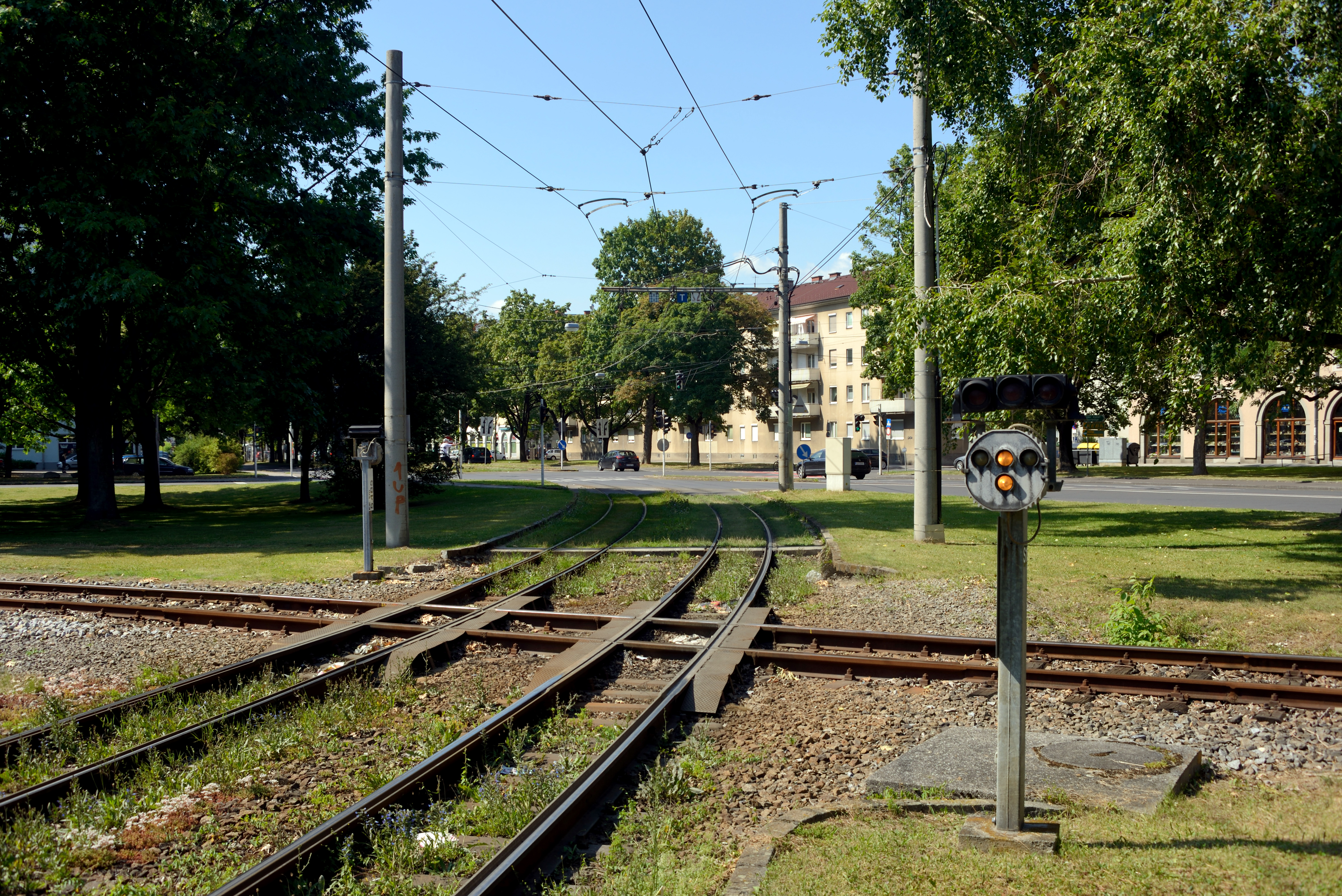
リンツ市電との平面交差（2014年）
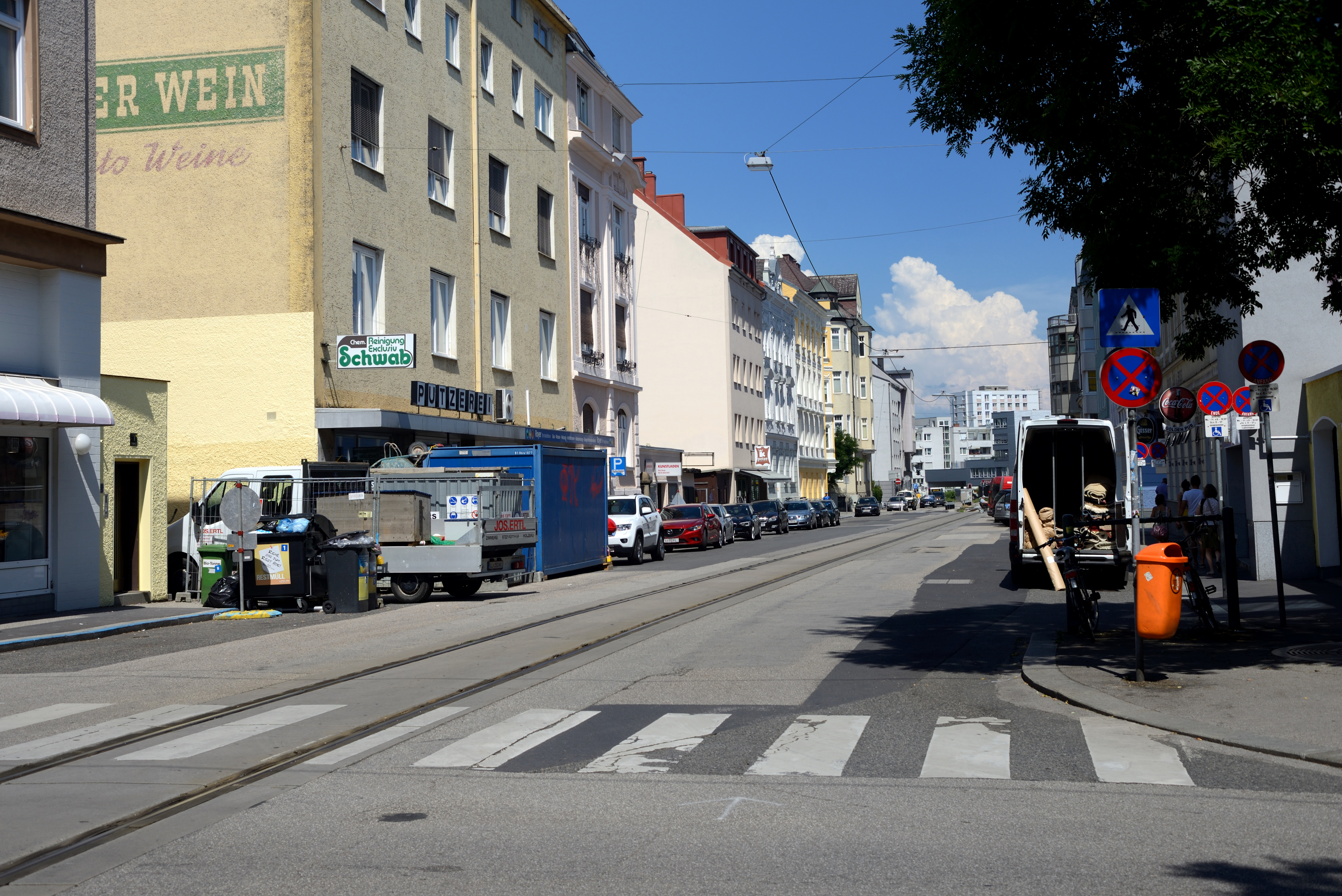
リンツ・ウアファー駅とリンツ鉄道橋の間のReindlstraße（2014年）